# 서산군 (1963년 선거구)
서산군은 대한민국의 옛 국회의원 선거구이다. 당시 충청남도 서산군 지역을 관할했다.

## 역사
제6대 국회의원 선거를 앞두고 서산군 갑, 서산군 을 선거구가 통합되면서 신설되었다.
제9대 국회의원 선거를 앞두고 당진군 선거구와 통합되면서 서산군·당진군 선거구를 이루게 됨에 따라 폐지되었다.

## 역대 국회의원
| 선거   | 정당 | 정당       | 의원   |
| ------ | ---- | ---------- | ------ |
| 1963년 |      | 민주공화당 | 이상희 |
| 1967년 |      | 민주공화당 | 이상희 |
| 1971년 |      | 민주공화당 | 박승규 |

## 역대 선거 결과

### 대한민국 제6대 국회의원 선거
|  | 24.66% |

|  | 17.58% |

|  | 16.11% |

|  | 12.11% |

|  | 10.21% |

|  | 9.53% |

|  | 6.61% |

|  | 3.14% |

### 대한민국 제7대 국회의원 선거
|  | 60.67% |

|  | 25.35% |

|  | 7.20% |

|  | 3.03% |

|  | 2.03% |

|  | 1.68% |

### 대한민국 제8대 국회의원 선거
|  | 46.90% |

|  | 34.03% |

|  | 15.13% |

|  | 2.02% |

|  | 1.05% |

|  | 0.84% |